# Mick O'Brien
Mick O'Brien (Kilcock, 10 agosto 1893 – 21 settembre 1940) è stato un allenatore di calcio e calciatore irlandese, di ruolo centrocampista.

## Carriera

### Club
Nella stagione 1927-1928 ha militato con il Derby County nella massima serie del campionato inglese.

### Nazionale
Ha giocato sia con la nazionale irlandese IFA (poi divenuta Irlanda del Nord), sia con quella della Repubblica d'Irlanda (FAI).